# Mariano Akerman

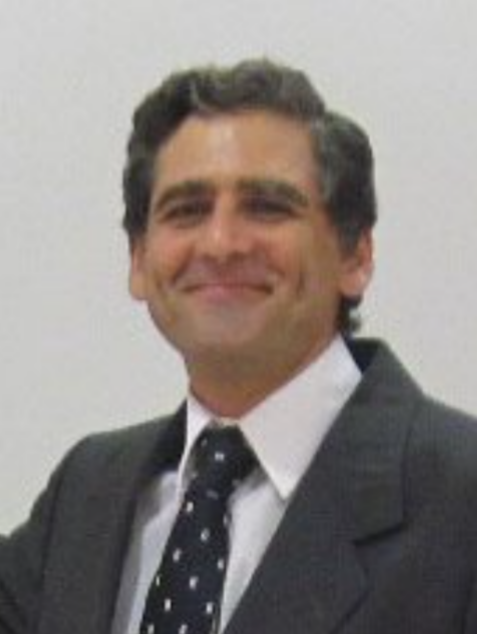
Akerman fotografiado en 2011.

Mariano Akerman (Buenos Aires, 1963) es un artista plástico, historiador del arte y arquitecto argentino. Como investigador y disertante desarrolla actividades educativas que promueven la libre expresión y la participación comunitaria considerando la idiosincrasia y el contexto cultural propios de cada individuo.

## Educación y trayectoria
En 1982 Mariano Akerman inicia sus estudios de arquitectura en la Universidad de Belgrano, de donde egresa con un trabajo premiado, la naturaleza del espacio y los límites de la arquitectura (1987).
Su interés por la Historia de la Arquitectura lo lleva a estudiar en detalle un proyecto paradigmático de Louis I. Kahn; difunde sus conclusiones acerca del mismo a partir de 1996.

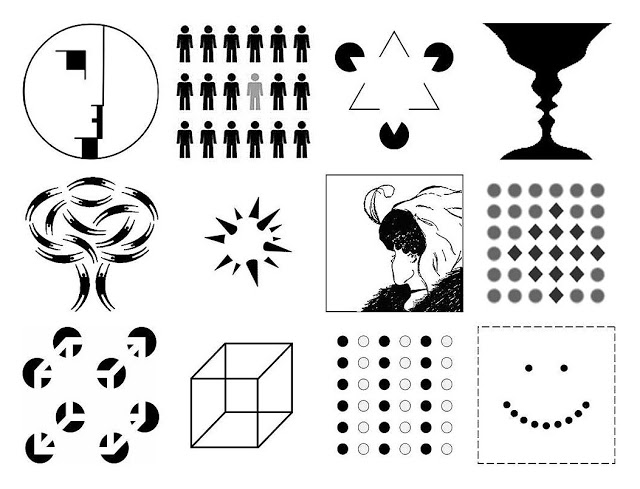
Composición — 12 Principios de la Gestalt. Programa educativo, 2011.

Becado por el Consejo Británico e investigando en la Galería Tate de Londres, Akerman escribe The Grotesque in Francis Bacon's Paintings —Lo Grotesco en las pinturas de Francis Bacon— en 1999. Se trata de un estudio analítico e interpretativo de la imaginería del célebre artista londinense, cuya obra es percibida a través del prisma de lo Grotesco. Mariano Akerman caracteriza "lo Grotesco" como una categoría estética con atributos detectables y provee además una definición de ese peculiar fenómeno artístico en su investigación de 1999. Respecto a la imaginería del pintor británico, Akerman expone la fuerte ligazón que existe entre el arte de Bacon y la ya mencionada categoría estética. El tema es retomado y ampliado en un artículo publicado en 2012. Diversos escritos de Akerman sobre la imaginería de Francis Bacon se encuentran disponibles en Internet; parte considerable de los mismos puede ser consultada en español.
A partir de 1981 Akerman da conferencias en instituciones tales como el Museo Nacional de Bellas Artes en Buenos Aires, el Museo Nacional de Filipinas en Manila, el Colegio Escandinavo Hooptes Stajärna en Taytay (Rizal), la Academia Nacional de Artes en Lahore, la Universidad Quaid-i-Azam en Islamabad, UNIRIO y la Pontificia Universidad Católica de Río de Janeiro.
Especializado en Comunicación Visual,  Mariano Akerman desarrolla también series de conferencias, concursos, talleres y exposiciones educativas en varios países, donde colabora con las embajadas de Bélgica, Suecia, Francia, Alemania y Suiza, incluyendo también aquellas de su país natal.
Emprendedor independiente multidisciplinario, Akerman ha sido distinguido con doce premios internacionales en materia de arte y educación. Durante más de tres décadas de actividad, y habiendo frecuentado instituciones culturales y educativas, Mariano Akerman ha dado numerosas conferencias tanto en Argentina como en Filipinas, Pakistán y Brasil.

## Artes plásticas
Mariano Akerman dibuja y pinta desde temprana edad. En 1979 un trabajo suyo es seleccionado y exhibido en el Ministerio de Educación en Buenos Aires. En 1980 se le otorga el primer premio en dibujo en el Concurso Cantegril en Punta del Este. Participa en talleres de plástica, incluyendo aquellos de Elisa Akerman y Carlos Nine, así como también asiste a cursos de historia del arte en el Museo Nacional de Bellas Artes y clases de dibujo y pintura en la Escuela de Bellas Artes "Ernesto de la Cárcova".
Exhibe su obra en muestras colectivas en la Casa de la Pintura Argentina y los salones de la Asociación Latinoamericana de Artistas Plásticos. Las exposiciones individuales de Mariano Akerman tienen lugar en la Galería RG en el Arte (1986), el Centro de Estudios para Graduados de la Universidad de Belgrano (1988), la Fundación Cultural Banco de Boston (1989), y el Centro Cultural General San Martín (1990).
La obra de Akerman es considerada por la crítica bonaerense: la imaginería de su primera muestra, Transformaciones de fibras y cuentos dulces, es presentada por el crítico de arte Bernardo Gravier, y también a ella, Monique Sasegur le dedica un artículo en La actualidad en el arte (1986). Escribe la mencionada crítica de arte porteña:

Una primera aproximación nos habla de un dibujante que maneja la línea, el color y el espacio seguro de lo que quiere. Si buscamos una estructura formal en la obra, [ella] salta a la vista. Pero, también, hallamos una [...] temática muy fuerte. La obra de este artista posee un interesante mensaje vital. Aquí lo simple no descarta lo profundo. Las ondulantes formas de lo natural, lo vegetal, lo animal y la excelencia siempre de la figura humana, [algunas] veces [encontrándose] mimetizada en otra forma viviente, [corroboran tal aserción]. La formación teórica de Akerman descansa en su carrera de arquitecto. Todo lo demás en él es vivencia que volcará en su obra. La técnica lo lleva a una actitud preciosista y a veces irreverente: témperas, marcadores, lápiz color, collage, tintas y todo el instrumental arquitectónico, logran el efecto buscado. Uno de los objetivos es la activa participación del espectador, que sólo puede entrar en el juego plástico si suma su cuota de imaginación y fantasía. Así, los ojos picarescos de los personajes se unen a la divertida mirada del testigo, que [además] debe decidir cuál es la figura o dónde está el fondo. ¿Pero se mezclan? ¿Muy oriental o muy decorativo? Se diría ornamental, plástico y poderosamente esperanzado.

En RG en el Arte, Akerman da una conferencia acerca de su obra y organiza también una visita a la muestra junto con un concurso literario para los estudiantes de la Universidad del Salvador.
Inspirado por la imaginería de Akerman, Renato Olivieri escribe un poema que es publicado en el catálogo de la segunda exposición individual del pintor, titulada De cáscara y contenido. Según Olivieri, de las acuarelas y dibujos realizados por Mariano Akerman emanan una "voluptuosidad inusual" y diversos "enigmas oníricos," en los que el poeta percibe "la belleza misma, desplegada en una floración exuberante".
La exposición de la Universidad de Belgrano tiene lugar y ello es en parte debido al Premio-Estímulo Banco Francés del Río de la Plata que le es otorgado al artista a mediados de 1988. La presentación de la muestra está a cargo de la arquitecta Alicia Oliberos, quien en los trabajos de Akerman detecta una interacción entre aquello que ella denomina "continente" y "contenido".
Acerca de las pinturas y dibujos de Mariano Akerman que se exhiben en la Fundación Cultural Banco de Boston como Diez pinceles por aguas profundas, escribe Teresita Pociello en la revista Óleo y Mármol (1989), donde se concentra en la articulación y el diseño de las composiciones de Akerman y los compara con aquellos de Miró y Picasso; según Pociello, la presencia de lo imaginario en la obra de Akerman es un rasgo "americanista".
La inauguración de la muestra De sol a sol en el Banco Federal Argentino de Recoleta incluye en 1989 la participación del Coro "Lenguas Vivas". Se trata de un encuentro que, por su estructura dialéctica, recuerda una representación clásica en contrapunto: el pintor se refiere a su obra y, acto seguido, el coro le responde a través del canto, con piezas tales como el tango argentino Sur o el espiritual afroamericano Let My People Go (Deja salir a mi pueblo). El último, por ejemplo, fue elegido para considerar una acuarela de Akerman titulada Darse cuenta (1988), que presenta un primer plano de Moisés, joven y aún con su tocado de príncipe egipcio, pero ya al tanto de su hasta entonces desconocido origen hebraico. La acuarela en cuestión incluye dos pirámides distantes así como el entablamento de un templo egipcio soportado por dos columnas, ambas con capitel de loto cerrado. A tales motivos el pintor les ha agregado en adyacencia una serie de franjas verticales alternadas rítmicamente y simbolizando el factor que hasta entonces Moisés ignoraba acerca de su identidad.
En 1990, Hilda Chanca entrevista al pintor, quien se refiere a su doble condición de artista plástico y arquitecto, indicando que ella no es un fenómeno atípico, sino uno que por otra parte cuenta con exponentes tales como Miguel Ángel, Le Corbusier y Clorindo Testa.
A pedido de Chanca, Akerman diseña un "mandala" para el libro Enseñanza-Aprendizaje, que es publicado por la Universidad John F. Kennedy ese mismo año. Se trata de un símbolo gráfico, articulado a partir de considerar la interrelación del macrocosmos y el microcosmos.
Mariano Akerman expone luego en el Centro Cultural General San Martín y en otras galerías de Buenos Aires (1990), en el Museo Nacional de Filipinas (agosto de 2005), en la Galería Total de la Alianza Francesa de Manila (noviembre de 2005), y —por invitación— en la Residencia de Bélgica en Islamabad (2010).
Titulada Las constelaciones interiores, la muestra de Mariano Akerman en la Alianza Francesa de Manila se compone de cincuenta y tres pinturas y dibujos realizados entre 1989 y 2005. El catálogo de la exposición es presentado por Jean-Paul Girault. La prensa local por su parte cubre el evento en inglés y mandarín,
mientras que el tagálog se incluye cuando la periodista Machel Ramos entrevista al pintor en la Red Nacional de Televisión de Filipinas, el 18 de noviembre de 2005.  "Originales, sutiles y personales" son por otra parte los términos que el filipino Ramón Lerma emplea para describir los trabajos del artista argentino.
En la Alianza Francesa, el pintor organiza junto con Maryvonne Salvan una "búsqueda del tesoro" para los alumnos de la Escuela Internacional Europea en Manila: ellos deben revelar "misterios ocultos" a partir de una cuidadosa observación de los trabajos en exposición.

### Ideario artístico
- La curva es la diosa (1986).[48]

"Toda imagen tiene, por decirlo así, dos caras" (Ortega y Gasset).

- La cáscara nos identifica, el contenido nos define (1989).[49]

- Sin identidad. Espejismo, ilusionismo, aparentismo. Despojado. Hombre espejismo. Realismo aparente, genuino aparentismo (1995).[50]

- En vez de una cámara fotográfica, prefiero ser yo mismo. Una cámara reproduce apariencias, que son tan solo un aspecto de la realidad que nos rodea. Distintas son las constelaciones interiores ya que involucran la propia imaginación asociativa (2005).[51]

- El artista precisa crear una nueva realidad y no meramente imitar la ya existente. [...] A veces hablar de arte es tan necesario como lo es el danzar a la arquitectura (2008).[52]

- Pienso que soy como un puente entre varias culturas y tradiciones. [...] Imagine un mundo uniforme. ¿Le gustaría vivir en un lugar donde todo el mundo tuviese el mismo aspecto, hablase la misma lengua, hiciese las mismas cosas y pensase exactamente la mismo? Un mundo así sería terriblemente pobre. Estoy a favor de la diversidad cultural. Dios creó el mundo a partir de la diversidad, no la uniformidad. Uno tan solamente precisa contemplar la naturaleza por unos instantes: presenta diversidad por todas partes (2008).[53]

- El collage no tiene la tiranía del sistema cerrado, permite flexibilidad e inclusión (2010).[54]

- Empatía es la capacidad de compenetrarse, de entender plenamente la naturaleza y condición de una persona (tal como si se fuese esa persona, pero sin llegar a perderse en ella). Lo mismo es aplicable a la obra de arte, cuando se la contempla y se comprende su razón de ser, colocándose el espectador en el lugar del autor, considerando el punto de vista del mismo y el contexto en el que la obra en cuestión ha sido realizada. Es entonces cuando se da la empatía (2011).[55]

- La imagen inverosímil encapsula su propia verdad. [...] Lo Imaginario no es sólo aquello que no existe, sino también todo aquello que puede volverse realidad. Así, lo Imaginario es pariente cercano de la esperanza y la alegria de vivir (2016).[56]

### Exposiciones de pintura
- 1986 Galería RG en el Arte, Buenos Aires[57]
- 1988 Universidad de Belgrano, Buenos Aires[58]
- 1989 Fundación Cultural Banco de Boston, Buenos Aires[59]
- 1990 Centro Cultural General San Martín, Buenos Aires[60]
- 2005 Museo Nacional de Filipinas, Manila[61]
- 2005 Galería Total, Alianza francesa, Manila[62]
- 2010 Residencia de Bélgica, Islamabad[63]
- 2016 Espacio Alcázar, Río de Janeiro[64]

## Conferencias y actividades educativas

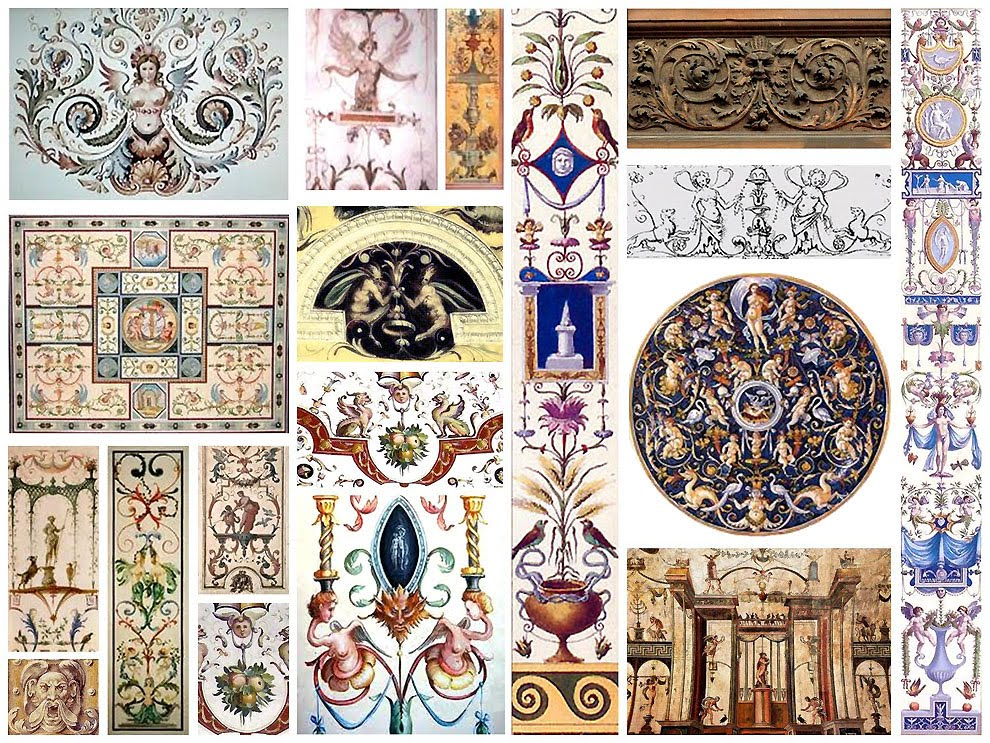
Lámina para estudio comparativo de motivos grutescos renacentistas.

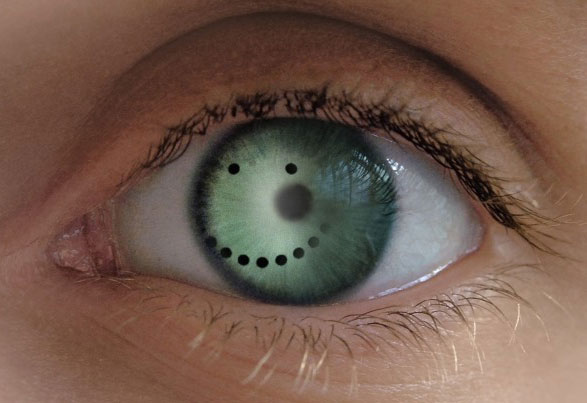
Montaje digital, realizado para el Programa Educativo Gestalt, 2011.

Dentro del campo abordado por Akerman en sus conferencias existen ciertos temas que son frecuentes:
- Tradición e innovación en el arte occidental
- Arte moderno y vanguardias europeas
- Arte precolombino y latinoamericano
- Fundamentos del diseño y la arquitectura
- Metodología de la investigación
- Historia del arte y dificultades en la clasificación de obras
- Grotesco e identidad
- Estrategias del grotesco artístico
- Collage como técnica expresiva y sus alcances

Los ciclos educativos son generalmente organizados como una serie de conferencias en las que el disertante suele invitar a la audiencia a participar en un concurso concebido en función del tema tratado y las necesidades de los participantes.
Quienes participan suelen escribir ensayos literarios breves, a veces incluso críticos en su naturaleza, o bien realizan trabajos plásticos diversos empleando, por ejemplo, la técnica del collage. Todas las actividades apuntan a conectar a quien participa directamente con las particularidades del tema abordado en las conferencias, dándole la posibilidad de expresarse pero también planteándole un compromiso a nivel personal.
Entrevistado por la Agencia de Noticias EFE en 2010, Mariano Akerman nota que el collage es particularmente útil porque estimula la creatividad de los participantes, dando también lugar a su libre expresión: "La idea de inventiva y de expresión a partir del desarrollo del collage le permite a la gente local poder manifestarse; de otra manera, difícilmente llega a ello". Fundamentalmente porque, según Akerman, el collage no conlleva "la tiranía del sistema cerrado" y a su vez permite tanto la flexibilidad como la inclusión.

### Ciclos educativos
- La contribución belga a las artes visuales, Manila y Quezón City, 2005
- Arte argentino, Manila, 2006.[68]
- En el espíritu de Linneo: conferencias sobre ciencia y arte, Manila y Taytay, 2007 - programa
- Descubriendo el arte belga, Karachi e Islamabad, 2008, y Lahore, 2009
- Razones de ser: arte, libertad y modernidad, Islambad y Lahore, 2010
- Arte alemán, Islamabad y Rawalpindi, 2010 - programa
- Forma y significado: la contribución alemana a las artes visuales, Islamabad, 2010
- Tradición e innovación: arte y arquitectura como estructuras de consciencia, Islamabad, 2011
- Programa Educativo Gestalt: Teoría y diseño en la Era de la Nueva Objetividad, Islamabad y Rawalpindi, 2011 - programa
- Arte e Identidad, Buenos Aires, 2013.[69]
- Patrimonio e identidad: el rescate de la memoria y la formulación de la identidad, Río de Janeiro, 2014.[70]
- Programa Estímulo Vesalius: Anatomía del Arte—La obra de arte como estructura expresiva interdisciplinaria, Río de Janeiro, 2015.[71]
- Tradición e innovación: encuentro con las artes visuales, Jerusalén y Tierra Santa, 2017-2018.[72]
- Historia Cultural, Buenos Aires y Tierra Santa, 2018-2023.[73]

Los medios de comunicación cubren las mencionadas actividades a través de ediciones escritas y digitales, así como también transmisiones por televisión y videos en Internet.
En Filipinas, acerca de La contribución belga a las artes visuales y el concurso de ensayos "Magritte en 175 palabras" se expresan, en la prensa y/o en la línea, Rosalinda Orosa, Joel de Leon, Jocelyn Tullao, F.C. Garcia, Carmencita Acosta, y Camille L. de Guia. Los ganadores reciben libros que les son entregados por el embajador belga Christian Tanghe.
Tanto el ciclo En el espíritu de Linneo como el concurso de ensayo breve sobre "Ecología" son difundidos a través de la Embajada de Suecia en Manila, la Unión Europea, Inger Ultvedt, Rapeepat Jummongjit, Xavier Banès, Beth Day Romulo, y Maria Presson. Twink Macaraig a su vez entrevista a Mariano Akerman en las noticias de ABS-CBN. El ganador del concurso recibe de la embajadora sueca Annika Marcovic un viaje ida y vuelta de Filipinas a Suecia durante tres semanas con todos los gastos de estadía pagos.
En Pakistán, el ciclo Descubriendo el arte belga debe ser desarrollado en dos etapas y es realizado en colaboración con Matthieu Declercq, Alexandre Tchikovani y Adam Villiers. La primera etapa tiene lugar en tanto en Karachi como en Islamabad; es cubierta por Shahid Hussain, Mylene Soriano, y Hasnat Malik. El crítico Peerzeda Salman le dedica al ciclo un artículo en Dawn News. En el diario Dawn Metropolitan y la Guía de Eventos Culturales Pakistaníes figuran anuncios sobre la disertación de Akerman en Islamabad. Jonaid Iqbal escribe acerca del evento en el Business Recorder. Anwar Abbas entrevista a Mariano Akerman y publica dos artículos en The Post (uno sobre el disertante y otro sobre el artista plástico). Un año después, la segunda etapa es desarrollada en Lahore.
Dedicado al arte de vanguardia y la noción de libertad personal, Razones de ser es un ciclo auspiciado por la Alianza Francesa tanto en Islamabad como en Lahore. Su título celebra una conocida expresión francesa, pero la considera en plural: —raisons d'être. El ciclo se compone de una serie de conferencias y un concurso de collage. Una de las conferencias es desarrollada con el propósito de recaudar fondos para los pakistaníes damnificados por las inundaciones. Al evento le dedican notas In Sun Choi, Ishrat Hyatt, y Sophie Ali Kahn. Igor Barbero de Noticias EFE entrevista a la ganadora del concurso, Kalsum Nawab, y dedica también una nota al quehacer de Mariano Akerman en Pakistán. Nawad es entonces estudiante en la Universidad Nacional de Lenguas y se especializa en idioma español. Según ella, el haber participado en las actividades desarrolladas por el pintor argentino en Islamabad: 

Ha sido una de las mejores experiencias de mi vida, porque estudiamos idiomas, pero no nos ocupamos a menudo del arte. Cuando Mariano [Akerman] vino a la universidad, compartió su experiencia y aprendimos mucho con él. No somos artistas profesionales y aun así hemos podido aprender mucho sobre inspiración, determinación y valentía en la vida gracias a Akerman.

 Los premios recibidos por los estudiantes son trabajos del propio Akerman, quien por su parte ha dado tres conferencias en castellano en esa institución. La nota de Barbero es difundida en Internet, tanto en español como en gallego y catalán.

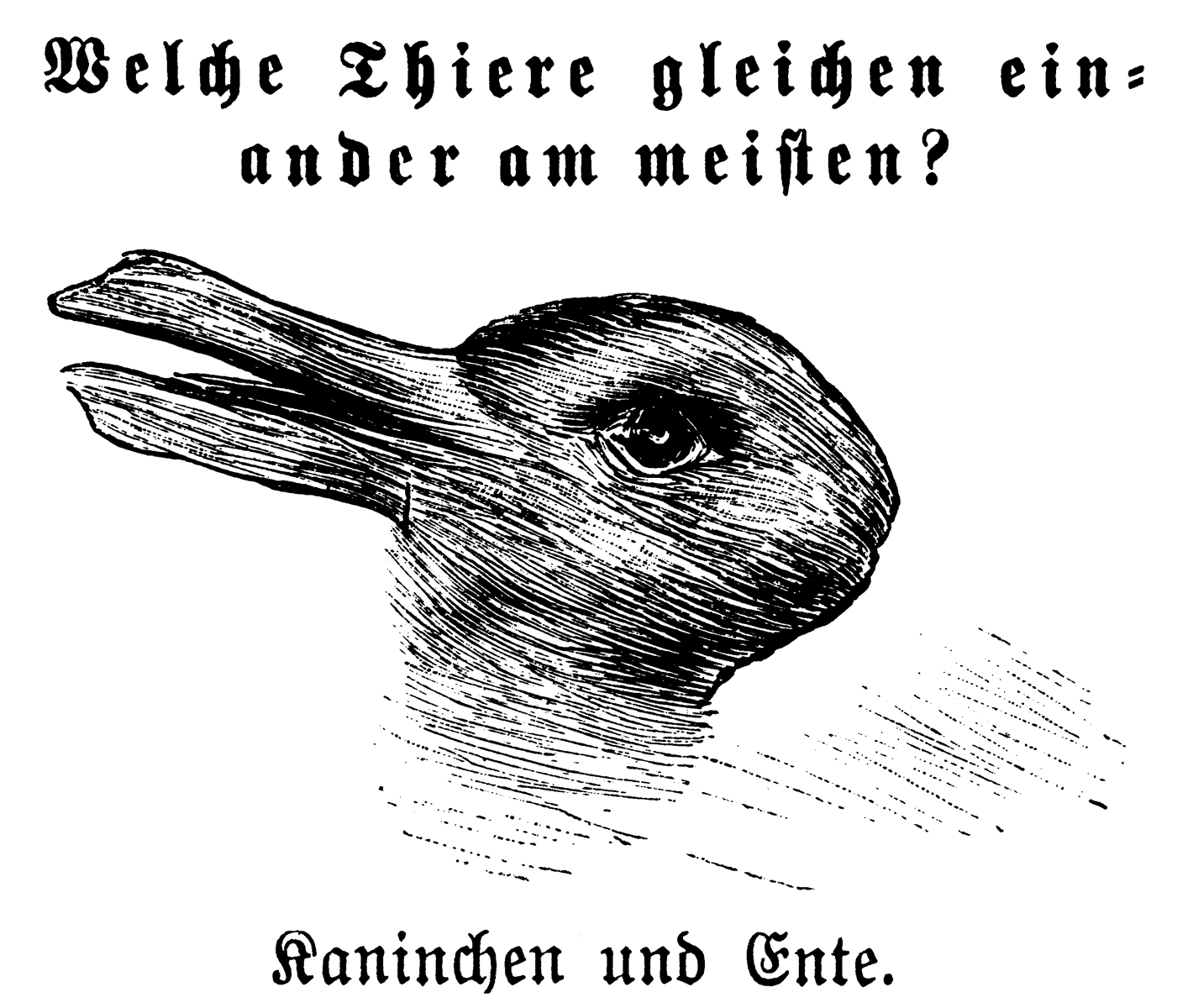
En sus conferencias, Akerman suele recurrir al "pato-conejo" (Fliegende Blätter, 1892) para ejemplificar el fenómeno "lo uno y lo otro" en las artes visuales.

El ciclo de conferencias Arte alemán es desarrollado en coordinación con Katharina Lack, Thomas Ditt y los representantes de las instituciones educativas pakistaníes que participan en él. Del evento dejan constancia Andreas Dauth en el sito de las Embajada de Alemania en Islamabad, Ishratt Hyatt en un artículo del International The News, otro en el Daily Times, y el Informe del director del Instituto Nacional de Estudios Pakistaníes para el período 2007-2010.
El Programa Educativo Gestalt tiene lugar a través de una colaboración cultural entre las embajadas de Alemania y Suiza. Dedicado a la Psicología de la Forma y sus aplicaciones, el programa se compone de quince disertaciones y un nuevo concurso de collage en el que los participantes deben explorar los principios gestálticos.
En esta oportunidad, premiados son tanto los participantes ganadores del concurso de collage como los educadores que se destacaron por su contribución personal a lo largo del programa. El ciclo es cubierto en los medios por Andreas Dauth, Hannya Abid, Ishrat Hyatt, Maqbool Malik, Faisal Kahn, Almas Haider Naqvi, Gauhar Zahid Malik, e Ilona Yusuf.
Según informa el corresponsal diplomático del periódico Pakistan Observer desde Islamabad en noviembre de 2011:

"Una de las cosas buenas de la vida en Islamabad es la estimulante presencia de Mariano Akerman", declaró alguien que ama el arte después de haber escuchado su conferencia en la Embajada Suiza. Combinando un gran conocimiento de los cánones estéticos con una excepcional habilidad didáctica, el pintor argentino y el historiador de arte Mariano Akerman posee una inusual capacidad para cautivar su audiencia. Uno de una rara especie, es él un erudito que deleita e informa. Su presentación del arte [suizo-]alemán a un público no especializado mantuvo a la audiencia embelesada durante dos horas y es una prueba de ello. Otra es la respuesta entusiasta del público estudiantil paquistaní ante la oportunidad que le provee para reencontrarse con su patrimonio artístico y [explorar] la relación del mismo con el arte de otras civilizaciones. "Construir puentes entre culturas" [...] es [así] como él describe como su vocación.

Sobre las actividades artísticas y educativas desarrolladas por Mariano Akerman en Hindukush, la escritora y crítica anglo-pakistaní Sara Mahmood publica a principios de 2012 un artículo titulado "Mariano Akerman: Conectando Culturas".
Refiriéndose en 2015 al ciclo de conferencias para Río de Janeiro, Akerman señala que su estructura es decisiva, ya que través de ellas "se aspira llegar al hueso del asunto", es decir, "comprender las cosas luego de haberlas estudiado uno mismo y bien a fondo".

## Escritos y publicaciones
- 1987. La naturaleza del espacio y los límites de la arquitectura.[123]
- 1996. «La Sinagoga Hurva en el proyecto de Louis Kahn».[124]
- 1999. Lo Grotesco en las pinturas de Francis Bacon.[123]
- 2012. «Bacon: pintor con arma de doble filo»,[125] seguido de «Pasión por la esperanza a través de la imaginación».[126]
- 2015. «Espátula al desnudo».[127]
- 2015-16. Seis notas sobre arte e identidad: «Arte y raíces»; «Arte y Emancipación»; «Tiempos modernos»; «Expresiones hebreas de vanguardia; «Tierras y promesas; y «Tres mundos dialécticos por el mismo precio».[128]
- 2016. «Las alegorías de la Fe en el arte de occidental».[129]
- 2018. «Ayer y hoy: arte e identidad en la tierra de leche y miel».[130]
- 2019. «Los orígenes del Templo Libertad en Buenos Aires, 1860-1932».[131]
- 2020. «Objeto de arte: una pieza de orfebrería sincrética».[132]
- 2021. «El fascinante legado de Henri Stein».[133]
- 2022. «El Tetragrámaton refulgente».[134]
- 2023. «Tradición e innovación: signos de identidad e integración de la primera sinagoga metropolitana de Argentina».[135]